# Пасек (Мазовецьке воєводство)
Пасек (пол. Pasek) — село в Польщі, у гміні Клембув Воломінського повіту Мазовецького воєводства.
Населення — 455 осіб (2011).
У 1975-1998 роках село належало до Остроленцького воєводства.

## Демографія
Демографічна структура станом на 31 березня 2011 року:
|          | Загалом | Допрацездатний вік | Працездатний вік | Постпрацездатний вік |
| -------- | ------- | ------------------ | ---------------- | -------------------- |
| Чоловіки | 227     | 40                 | 163              | 24                   |
| Жінки    | 228     | 44                 | 136              | 48                   |
| Разом    | 455     | 84                 | 299              | 72                   |